# Episodi di Army Wives - Conflitti del cuore (quinta stagione)
La quinta stagione della serie televisiva Army Wives - Conflitti del cuore è stata trasmessa negli Stati Uniti dal 6 marzo al 12 giugno 2011 su Lifetime.
In Italia la stagione è stata trasmessa in anteprima dal 4 agosto al 22 settembre 2011 su Fox Life. In chiaro è stata trasmessa dal 6 al 21 settembre 2012 su Rai 2.
| nº | Titolo originale               | Titolo italiano        | Prima TV USA   | Prima TV Italia   |
| -- | ------------------------------ | ---------------------- | -------------- | ----------------- |
| 1  | Line of Departure              | Decisioni difficili    | 6 marzo 2011   | 4 agosto 2011     |
| 2  | Command Presence               | Donne al comando       | 13 marzo 2011  | 11 agosto 2011    |
| 3  | Movement to Contact            | Addio al nubilato      | 20 marzo 2011  | 11 agosto 2011    |
| 4  | On Behalf of a Grateful Nation | Tutta la nazione grata | 27 marzo 2011  | 18 agosto 2011    |
| 5  | Soldier On                     | Farsi forza            | 3 aprile 2011  | 18 agosto 2011    |
| 6  | Walking Wounded                | Ferite inguaribili     | 10 aprile 2011 | 25 agosto 2011    |
| 7  | Strategic Alliances            | Alleanze strategiche   | 17 aprile 2011 | 25 agosto 2011    |
| 8  | Supporting Arms                | Braccia che sorreggono | 1º maggio 2011 | 1º settembre 2011 |
| 9  | Counter Measures               | Contromisure           | 8 maggio 2011  | 8 settembre 2011  |
| 10 | Battle Buddies                 | La veterana            | 15 maggio 2011 | 8 settembre 2011  |
| 11 | Drop Zone                      | Zona di lancio         | 22 maggio 2011 | 15 settembre 2011 |
| 12 | Fireflight                     | Scontro a fuoco        | 5 giugno 2011  | 15 settembre 2011 |
| 13 | Farewell To Arms               | Addio alle armi        | 12 giugno 2011 | 22 settembre 2011 |

## Decisioni difficili
- Titolo originale: Line of Departure
- Diretto da: John T. Kretchmer
- Scritto da: Debra Fordham

### Trama
Tutti i protagonisti della vicenda sono alle prese con un momento difficile: Pamela deve decidere se accettare il lavoro ad Atlanta come detective o se rimanere per dare una seconda possibilità al suo ex marito, Denise conosce la futura moglie del figlio e fra le due non è amore a prima vista, Claudia Joi si ritrova sola nella grande casa perché Emmalyn parte per il college e il marito è in missione, Roland ha un momento di crisi con la moglie perché Joan antepone il lavoro alla famiglia (anche la possibilità di avere un altro figlio) e infine Roxie attraversa le prime crisi adolescenziali del primo figlio con molta paura di ricommettere gli errori del passato e sente molto la mancanza del marito Trevor, accentuata dalla visita di un suo vecchio amico nonché padre biologico del suo secondo figlio.

## Donne al comando
- Titolo originale: Command Presence
- Diretto da: Carl Lawrence Ludwig
- Scritto da: Karen Maser

### Trama
Mentre Pamela deve decidere se trasferirsi ad Atlanta per lavoro o se rimanere al forte come moglie di un soldato, Claudia Joy prende la laurea in legge. Nessuna delle sue amiche potrà partecipare alla cerimonia della laurea. poiché Pamela ha un turno di lavoro, e Denise è all'ospedale perché sua figlia è stata operata per stenosi ipertrofica del piloro come aveva intuito la futura nuora Tanya, facendo infuriare Denise la quale si sente giudicata come cattiva madre e pessima infermiera. Nonostante Roxy abbia dato la sua disponibilità per partecipare alla cerimonia di laurea di Claudia Joy, nemmeno lei potrà presenziare perché dovrà recarsi davanti al tribunale dei minori della base, a causa di alcuni furti che il figlio TJ ha commesso ai danni dello spaccio. A causa dei comportamenti di TJ, Roxy e Trevor continuano ad avere aspri diverbi. Claudia Joy verrà invitata a pranzo dal suo professore che le offrirà anche un impiego nel suo studio. Chase fa sapere a Pamela che a prescindere da quale decisione prenderà, lascerà la Delta, perché è la famiglia ciò che conta veramente per lui.

## Addio al nubilato
- Titolo originale: Movement to contact
- Diretto da: John T. Kretchmer
- Scritto da: Rebecca Dameron

### Trama
Claudia Joi inizia il suo primo giorno di lavoro come associata dello studio legale del professor Chandler: ma le cose non vanno come lei aveva immaginato. Il professore si dimostra scontroso e intransigente, lasciandola perplessa, e indecisa se continuare a lavorare per il professore. Dopo una chiacchierata con Chandler, Claudia Joy viene a sapere il motivo del comportamento del professore: quel giorno sua figlia avrebbe compiuto 22 anni, ma è morta poco prima di compierne 13 a causa della fibrosi cistica da cui era affetta.
Roland e Joan hanno un colloquio con una prestigiosa scuola materna alla quale vorrebbero iscrivere la figlia, ma per impegni di lavoro Joan non si presenterà.
TJ continua ad avere comportamenti irrequieti, tanto che Roxy comincia sul serio a preoccuparsi per il figlio, soprattutto dopo che TJ ha rotto intenzionalmente il polso a Lucas mentre giocavano a football. Pamela è però comprensiva e la rassicura perché Roxy si sente sola in questa situazione per via della lontananza di Trevor.
Nel frattempo a casa di Claudia Joy si sta organizzando la festa di addio al nubilato di Tanya, che ha però dei ripensamenti. Si accorge infatti di non conoscere Jeremy perché non sa rispondere a nessuna domanda di un quiz ideato da Denise per uno dei giochi organizzati per la festa. Tanya telefona a Jeremy e gli fa sapere che ci ha ripensato e che stanno facendo le cose troppo in fretta. Ma sarà proprio Denise a tranquillizzare Tanya perché le vere domande che contano e che dovrebbero durare per tutto il matrimonio sono altre. Così Tanya chiama Jeremy e i due sono di nuovo pronti per il grande passo. Durante la festa, arriva però un'auto scura dell'esercito, dal quale scendono due ufficiali, che come prassi vuole, sono lì per comunicare brutte notizie. Denise, Claudia Joy, Roxy e Pamela si stringono per mano perché non sanno chi è la destinataria della brutta notizia. Anche il viso di Tanya è pervaso di preoccupazione.

## Tutta la nazione grata
- Titolo originale: On behalf of a grateful Nation
- Diretto da: John Terlesky
- Scritto da: T.J. Brady e Rasheed Newson

### Trama
L'episodio si apre con la cerimonia militare di un funerale. Segue un flashback che riporta le vicende dei protagonisti maschili, in missione in Afghanistan, avvenuti una settimana prima. Michael illustra ai soldati il piano per la missione, e tutti partano armati, pronti al conflitto. Durante l'avanzata per la conquista di una collina, la squadra guidata da Trevor è in difficoltà e presa d'assalto dai nemici, Jeremy viene colpito e scaraventato a terra e Trevor tenta di rianimarlo. Si torna alla scena d'apertura, ed un ufficiale consegna, come da prassi, la bandiera americana piegata nelle mani di Denise. Così, lo specialista Jeremy Thomas Sherwood, il figlio di Frank e Denise, muore durante una missione in Afghanistan.
Nel gioco di flashback che caratterizza la puntata, poco dopo la morte di Jeremy viene informato dell'accaduto Michael, che a sua volta comunica immediatamente la tragica notizia a Frank, che rimane incredulo e ammutolito.
Si torna così alla scena che ha chiuso l'episodio precedente, e Denise viene così a sapere, durante l'addio al celibato di Tanya, della morte del figlio. Roland è l'ultimo a sapere, poiché Joan ha dovuto attendere che venisse comunicata la notizia prima a Denise, così Roland corre subito a confortare l'amica. Frank torna in patria accompagnando la salma del figlio, e rivedrà Denise all'obitorio per l'ultimo saluto a Jeremy.
Durante la celebrazione del funerale in chiesa, sarà Emmalin a commemorare Jeremy sul pulpito.

## Farsi forza
- Titolo originale: Soldier On
- Diretto da: Rob Spera
- Scritto da: Bill Rinier

### Trama
Denise è in fase di elaborazione del lutto, e la cosa non è facile, perché si sente in colpa per aver dato l'assenso al figlio di ripartire in missione, dopo che Jeremy le aveva detto che avrebbe lasciato l'esercito se glielo avesse chiesto. Claudia Joy e Frank tentano di starle vicino, ma Denise è scontrosa e scostante. Clauda Joy chiede allora aiuto a Roland, pensando che potrebbe essere utile a Denise così come lo era stato con lei ed Emmalin quando morì Amanda, ma Roland reagisce in modo freddo alla proposta di Claudia Joy, perché anche lui è pervaso dai sensi di colpa: è stato infatti lui, che dopo aver seguito in terapia Jeremy, a dargli l'abilitazione per poter tornare in servizio.
Nel frattempo Roxy riceve una proposta allettante da un suo cliente camionista, intenzionato a lasciar il suo lavoro per avviare un'area di servizio vicino al Hump bar, e vuole che Roxy sia sua socia. Ne parla con Trevor che la sconsiglia vivamente, ma Roxy decide di fare di testa sua, soprattutto dopo aver visto una foto di Jeremy nella stanza dei figli.
Anche per Pamela ci sono novità, e mentre torna a casa, trova ad aspettarla sulla soglia Chase che è tornato dalla sua ultima missione. Senza dirsi niente Pamela lo abbraccia e lo bacia e i due si rimettono insieme. Pamela fa sapere a Chase della morte in missione di Jeremy, e la tragica vicenda li spinge a valutare ciò che conta davvero, e i due decidono così di sposarsi di nuovo.
Denise in casa da sola, riceve la visita di due militari, venuti per riconsegnare il baule con gli effetti personali di Jeremy.
Mentre Joan prepara la cena, sente d'improvviso piangere Roland che era al piano di sopra con la bambina, sale da lui per consolarlo, ma cede anche lei alle lacrime vedendo la sofferenza del marito.
Frank è di rientro a casa dopo aver passato la giornata fuori, vede il baule di Jeremy e si accorge che Denise è scomparsa, portando con sé la valigia e la bambina, chiama dunque Claudia Joy per saper se è da lei, ma non è così. Claudia Joy capisce dove è andata e va da lei, ma Denise l'accoglie in malo modo e le fa saper che non sarebbe tornata indietro.

## Ferite inguaribili
- Titolo originale: Walking Wounded
- Diretto da: Chris Peppe
- Scritto da: James Stanley

### Trama
Claudia Joy decide di rimanere nella casa al mare con Denise per non lasciarla sola, ma Denise non vuole queste attenzioni e ferisce l'amica facendole ricordare la morte di Amanda. In seguito Frank cercherà di riappacificarsi con la moglie, la quale inizialmente lo respinge ma poi torna da lui alla base. Frank, mentre sistema il baule di Jeremy, trova una lettera che il ragazzo aveva scritto ai genitori in caso fosse morto, e il contenuto della lettera riesce a dare un po' di pace a Frank e Denise. Claudia Joy, invece, comincia a vedere Amanda nel volto di altre ragazze, fino a quando una notte la sogna. Dopo averne parlato con Denise, che le racconta ciò che Jeremy ha scritto nella lettera, si tranquillizza e ritrova l'equilibrio con l'amica. Roland continua a sentirsi in colpa per la morte di Jeremy, e il suo lavoro ne risente, tanto che Joan preoccupata per lui, gli fa notare che sta ritardando l'autorizzazione per il ritorno al servizio di altri soldati. Le cose migliorano quando Roland incontra per caso Frank, che lo ringrazia per aver ridato stabilità a Jeremy, e aver così creato le condizioni per Frank di conoscere meglio il figlio quando erano in Afghanistan. Roxy, infine, continua a discutere con Trevor sulla stazione di servizio, la quale sembrava un progetto abbandonato a causa di problemi economici, ma Roxy riesce a risolvere la situazione apportando alcune modifiche. Pamela e Chase vivono un nuovo idillio d'amore, ma continuano a rinviare l'annuncio delle nozze, per paura di turbare ancora di più Denise, ma al battesimo della piccola Molly Victoria, una rasserenata Denise la esorta a coronare il suo sogno con Chase.

## Alleanze strategiche
- Titolo originale: Strategic Alliances
- Diretto da: Melanie Mayron
- Scritto da: T.D. Mitchell

### Trama
Pamela sta organizzando il suo matrimonio, ma vorrebbe una cerimonia semplice al municipio, mentre Chase e, soprattutto Katie, vorrebbero un matrimonio in grande stile e in chiesa. Pamela per farli felici, soprattutto perché i suoi figli parteciperanno e se lo ricorderanno per tutta la vita, decide di accontentarli, e si fa aiutare da Roxy. Quest'ultima intanto ha già avviato i lavori per l'area di servizio, grazie all'aiuto provvidenziale di Witt, il padre di Finn, che farà i lavori a basso costo. Pamela è però preoccupata per la presenza di Witt, teme che possa accadere qualcosa tra lui e Roxy, ma lei la rassicura garantendole che presto farà sapere a Trevor della sua presenza. Al telefono però Trevor s'infuria con Roxy perché credeva che ormai il progetto dell'area di servizio fosse accantonato, così Roxy non riesce a dirgli che il costruttore è Witt.
Denise prende un virus intestinale, e Roland si propone per occuparsi della piccola Molly con Joan in attesa che guarisca. Roland spera così di suscitare in Joan la voglia di avere un altro bambino, e così sarà.
Claudia Joy è impegnata con il professor Chandler in un caso di un'immigrata, che rischia di essere espulsa perché non sapeva di avere dei documenti falsi, per di più la donna è moglie di un militare in missione in Afghanistan, e in un primo momento sembrerebbe utile a risolvere il caso in fretta, ma così non è.
Il matrimonio di Pamela sembra non voler andare nel verso giusto, ma una propositiva Roxy riesce a trovare sempre la soluzione giusta e a far filare tutto liscio, tanto che alla fine il matrimonio viene celebrato e festeggiato in un rivoluzionato e romantico Hump Bar!
Claudia Joy soffre da un po' di dolori al fianco, si fa visitare e pochi giorni dopo viene a sapere che è stata trovata una massa.

## Braccia che sorreggono
- Titolo originale: Supporting Arms
- Diretto da: Emile Levisetti
- Scritto da: Mary Leah Sutton

### Trama
Dato che il professor Chandler la vede in un momento di crisi, Claudia Joy gli confida le sue preoccupazioni riguardo alla massa: ancora non sa se sia maligno o benigno, ma il più presto possibile verrà operata. Intanto Frank decide di accompagnare Denise, che non ha ancora superato la morte di Jeremy, ad un gruppo di sostegno a cui partecipano altre persone che hanno perso dei familiari. Durante questa seduta una donna confida agli altri del gruppo i suoi pensieri: per lei suo marito è morto per niente, in una guerra che non ha alcun senso. A questa confidenza, Frank non riesce a trattenersi e se ne va offeso. Denise cerca di fermarlo e farlo scusare, ma niente, Frank è irremovibile. Mentre Denise cerca di far cambiare idea a Frank, Claudia Joy si reca in ospedale e quella sera stessa si opera. Roxy non è molto lucida da quando Witt lavora per lei e Pamela se ne rende conto. Infatti sembra quasi che si stia sostituendo a Trevor: gioca con i bambini e compie dei lavori in casa loro, mentre Roxy lo osserva felice. Allora Pamela va al cantiere e fa ragionare Witt, facendogli capire che la sua presenza sta confondendo sia Roxy che i suoi figli. Quando però Witt dà le dimissioni, Roxy capisce che sotto c'è lo zampino di Pamela, e si arrabbia con lei per essersi intromessa nei suoi affari, senza sentir ragioni. Anche Roland è alle prese con alcuni problemi, perché Joan non vuole adottare un bambino. Purtroppo la gravidanza potrebbe esserle fatale, ma è convinta che non potrebbe mai amare il figlio di un altro. Dopo una discussione con il marito, cambia idea e si convince. Frank grazie alla moglie, riesce a capire cosa può provare la donna, sola con tre figli da crescere e si scusa con lei. Dopo qualche giorno Claudia Joy torna al lavoro. Il caso a cui stavano lavorando viene risolto e a questa gioia si aggiunge il fatto che il medico con una telefonata le rivela che il tumore che aveva era benigno. Condivide la sua felicità col professor Chandler che la abbraccia e la bacia.

## Contromisure
- Titolo originale: Counter Measures
- Diretto da: James Bruce
- Scritto da: Deb Fordham

### Trama
Tutti i soldati sono tornati a Charleston, ma a casa hanno trovato diversi problemi. In particolare Trevor, che, quando viene a sapere che il costruttore dell'area di servizio è Witt, si arrabbia moltissimo sia con lui sia con Roxy. Witt quindi è costretto ad andarsene con un labbro gonfio a causa di un pugno ricevuto proprio da Trevor. Claudia Joy invece, dopo una lunga passeggiata, decide di rivelare a Michael del suo tumore benigno ormai asportato e del bacio ricevuto dal professor Chandler. Dopo un attimo di smarrimento iniziale, Michael si accerta della salute della moglie e poi si dirige in fretta verso l'ufficio di Chandler. Lì con poche ma dirette parole lo minaccia di non toccare mai più Claudia Joy. Intanto Roland e Joan sono concordi nell'adottare un figlio. Purtroppo per il fatto che Joan lavora nell'esercito, non possono adottare un bambino mediante un'agenzia statale. A causa di un'overdose, una paziente di Roland è stata costretta a lasciare il figlio ai servizi sociali e Roland decide di prenderlo in affido; in seguito scopre che non è possibile proprio perché è il figlio di una paziente. Joan e Roland non si danno per vinti e, avendo visitato la casa dove era temporaneamente custodito assieme ad altri bambini, pensano all'affido di un altro di questi.

## La veterana
- Titolo originale: Battle Buddies
- Diretto da: Brian McNamara
- Scritto da: Karen Maser

### Trama
Trevor infuriato con Roxy, decide di passare la notte da un suo collega. La mattina i due però si svegliano tardi per i postumi della sbornia, e verranno puniti al raduno militare. Trevor viene chiamato a rapporto da Frank, perché è venuto a conoscenza della rissa avvenuta al Hump Bar con Witt. Roland e Joan decidono di adottare un bambino, rendendosi disponibili all'adozione di un bambino più grande. La responsabile, pochi giorni dopo, organizza un incontro con un bambino di nome David, che lascia entusiasti Roland e Joan. La responsabile gli rivela in seguito che David è però sieropositivo, Roland e Joan inizialmente accolgono male la notizia, ma capiscono che David deve avere le stesse opportunità di un bambino sano, e che anzi l'assicurazione medica militare è un vantaggio non indifferente per un bambino come David, che altrove non troverebbe. Denise si accorge dei problemi che sta passando Roxy e tenta di aiutarla, convincendola ad essere onesta con Trevor, affinché si capiscano e risolvano i loro problemi. Anche Frank esorta con autorevolezza Trevor a risolvere i problemi che ha a casa. Una volta a casa, sia Roxy che Trevor si confidano le reciproche paure. Roxy, dopo la morte di Jeremy ha temuto che potesse accadere la stessa sorte a Trevor, e per questo ha deciso di aprire l'area di servizio per provare a se stessa che era in grado di occuparsi dei suoi figli se si fosse trovata di nuovo da sola, e la presenza di Witt era un'ulteriore ancora, dato che era un vecchio amico, e la cosa la faceva sentire più al sicuro. Trevor, dal canto suo, temeva che Roxy non avesse più bisogno di lui, e si è perciò sentito escluso e inutile. Una volta chiariti, Roxy e Trevor, mettono da parte le tensioni recenti e finalmente si ritrovano.
Pamela s'imbatte durante una pattuglia, in una veterana dell'esercito, che però si ritrova a vivere in strada in condizioni pietose. Decide di aiutarla, ma quando viene incarcerata per aggressione in un ricovero, si fa aiutare anche da Claudia Joy. Quest'ultima, a fine episodio, decide di licenziarsi dallo studio di Chandler, perché questi gli confessa di provare qualcosa per lei.

## Zona di lancio
- Titolo originale: Drop Zone
- Diretto da: Rob Spera
- Scritto da: James Stanley

### Trama
Claudia Joy ha i risultati del suo esame da avvocato: è positivo. Ella parla poi con Joan in merito al ritorno al lavoro di Denise.
Joan e Roland continuano il loro percorso di adozione di David. I soldati durante un'esercitazione rimangono feriti anche se non gravemente e il col. Sherwood loda Trevor, dandogli l'idea di iscriversi ad una scuola per ufficiali.

## Scontro a fuoco
- Titolo originale: Fireflight
- Diretto da: John Terlesky
- Scritto da: T.J. Brady e Rasheed Newson

### Trama
David ha alcuni problemi con l'inserimento a scuola così come con Joan. Proprio lei aiuterà Denise a ritornare a lavorare al Mercer. Lì incontra di nuovo Tanya che si mostra scostante in quanto ancora nella fase di elaborazione dal lutto, decisa a lasciare l'esercito ma con ancora qualche mese di contratto da onorare.
Trevor vorrebbe frequentare la scuola per ufficiali anche se l'aver parlato con Chase lo lascia un po' confuso. Chase invece decide di accettare il lavoro in California. Trevor decide infine, dopo aver parlato con Roxy, di frequentare la scuola.
Claudia Joy e Michael hanno un alterco quando lui non si dimostra indulgente verso Emmalin che ha delle difficoltà a scuola e nel frattempo circola il video che lo mostra fermato dalla polizia e sembra essere ubriaco. Dopo un chiarimento tra padre e figlia, i due trovano le giuste motivazioni per ricominciare.

## Addio alle armi
- Titolo originale: Farewell To Arms
- Diretto da: John T. Kretchmer
- Scritto da: Deb Fordham e Jeff Melvoin

Il video mette in cattiva luce il gen. Holden ma anche Pamela che apparentemente l'ha favorito, anche se dopo un'indagine e relativa smentita le cose tornano a posto.
In quel momento di felicità invece arriva la notizia che Fort Marshall verrà chiuso e tutti i soldati riassegnati a nuove basi: questo sconvolge tutti, ma Roxy in particolar modo dato che grazie al benestare di Trevor aveva richiamato Whit per ultimare i lavori dell'area di servizio.
Tanya, grazie a Denise e ad una lettera di Jeremy, riesce a trovare la serenità.
Tutti si preparano a festeggiare il ritorno delle truppe con un ballo che sarà l'occasione per salutarsi, anche se la chiusura della base non è imminente. 
Roland, Pamela, Roxy, Claudia Joy e Denise si ripromettono di trovarsi tutti insieme una volta all'anno.